# اشغال خارگ
اشغال خارگ به اشغال جزیره خارگ توسط نیروهای هلندی در سال ۱۱۶۷ ه‍.ق (۱۲۳۳ ه‍.ش - ۱۷۵۳ میلادی) اشاره دارد. در سال ۱۱۸۰ ه‍.ق (۱۱۴۵ ه‍.ش - ۱۷۶۶ میلادی) هلندی‌ها با مبارزات میرمهنا در طی جنگ ایران و هلند  از خارگ و ایران اخراج شدند.

## پیشینه
در سال ۱۷۴۸ میلادی مقارن با حکومت دوره صفوی که ایران مورد حمله افاغنه قرار گرفت، هلندی‌ها پس از تعطیلی تجارت‌خانه بندرعباس، به جزیره خارک نقل مکان کرده و آن را مرکز خود قرار دادند. آن‌ها در سال ۱۷۵۳ قلعه‌ای در این جزیره بنا کردند که به قلعه هلندی‌ها معروف است.
این قلعه در هنگام ساخت مجهز به توپخانه و مهمات کشتی رهاشده «فورتوخین» بود که باعث برتری آن در برابر حملات دشمنان محلی شده بود. هلندی‌های ساکن آن شامل ۱ گروهبان، ۲ سرهنگ و ۵۰ سرباز و ۸ توپچی (توپخانه‌دار) بودند. پس از مدتی مشخص شد که نگهداری قلعه نمی‌تواند سودآور باشد و این ساختمان در ۱ ژانویه ۱۷۶۶ تعطیل شد. سپس ارتش ایران به قلعه حمله و آن را غارت کرد.